# Dietrich Heinrich Ludwig von Ompteda

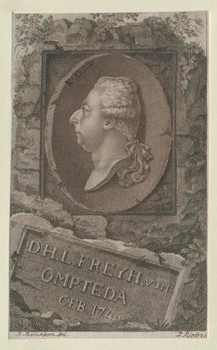
Dietrich Heinrich Ludwig von Ompteda

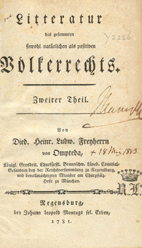
Ludwig von Ompteda
Der 2. Teil seines Völkerrechts 1781

Dietrich Heinrich Ludwig von Ompteda (* 5. März 1746 in Wulmstorf (Thedinghausen); † 18. Mai 1803 in Regensburg) war ein deutscher Staatsrechtler,  kurbraunschweigischer Minister und zugleich auch Braunschweig-Hannoverscher und Königlich-Großbritannischer Comitialgesandter.

## Leben
Dietrich Heinrich Ludwig von Ompteda kam am 5. März 1746 auf dem väterlichen Rittergut Wulmstorf in der Grafschaft Hoya als Sohn des Hofmeisters und Oberhauptmalouise Dorotheanns Dietrich August von Ompteda und der Beata Magdalena, geb. von Horn, zur Welt.
Nach einer standesgemäßen Erziehung in den Jahren von 1761 bis 1763 an der Ritterakademie Lüneburg studierte er bei Johann Stephan Pütter, mit dem er auch befreundet war, an der damals angesehenen Universität Göttingen Jurisprudenz. Er war in Göttingen Mitglied des Studentenordens Ordre de l’Esperance.
Nach erfolgreich abgeschlossenem Studium fand Dietrich Heinrich Ludwig von Ompteda 1767 eine Anstellung als ordentlicher Beisitzer am Calenberger Hofgericht in Hannover.  und heiratete 1770 Louise Dorothea Freiin v. Kiepe, die 1808 verstarb. In rascher Abfolge avancierte er 1770 zum Hofrat, 1774 zum wirklichen Kriegsrat, 1778 zum Hofrichter am Calenberger Hofgericht und 1782 zum Land- und Schatzrat des Fürstentums Calenberg.
Ab 1778 war er Freimaurer und amtierte von 1781 bis 1784 als Meister vom Stuhl der hannöverschen Loge Zum weißen Pferde
Mit 37 Jahren wurde er 1783 bevollmächtigter Minister am Hofe Karl Theodors in München, der als Kurfürst von der Pfalz 1777 auch Kurfürst von Bayern geworden war. Am Reichstag in Regensburg hatte er im kurfürstlichen Kollegium das Votum für Holstein-Gottorp und führte es zugleich mit den Voten für Bremen, Braunschweig-Celle,    Calenberg, Grubenhagen und Verden.
In Regensburg wohnte Ompteda in der Gesandtenstraße Nr. 7 An den Reichsversammlungen nahm er teil als Komitialgesandter für den braunschweigisch-lüneburgischen Kurfürsten Georg III., der gleichzeitig auch König von England war. 1792 wurde er zum Ehrenmitglied der Göttinger Akademie der Wissenschaften gewählt.
Alle seine Posten übte er aus bis zu seinem Tode am 18. Mai 1803 in Regensburg. Dietrich Heinrich Ludwig von Ompteda starb im Alter von 57 Jahren und wurde am 21. Mai in Regensburg auf dem Gesandtenfriedhof bei der Dreieinigkeitskirche begraben. Sein Begräbnis wurde nicht mehr in das nur bis 1787 geführte  Begräbnisverzeichnis aufgenommen:Es ist aber erwähnt in der Gumpelzhaimer-Chronik Bd 4, 1803 vom 21. Mai 1803. leider ohne genauere Angaben zum Ort und zur Beschaffenheit der Grabstätte, die heute nicht mehr nachweisbar ist.

## Nachlass
Seine umfangreiche zum Zwecke der Völkerrechtstudiums angehäufte Sammlung von mehr als zweitausend Landkarten erwarb 1805 die Universitätsbibliothek Dorpat.

## Bedeutung
In seinem 1785 erschienenen Hauptwerk Literatur des gesamten sowohl natürlichen als positiven Völkerrechts in zwei Bänden erweitert Dietrich Heinrich Ludwig von Ompteda die Systematik des Völkerrechtes entscheidend, die zuvor nur aus Friedens- und Kriegsrecht bestand, indem er mit Rechte und Verbindlichkeiten der Völker dem Völkerrecht einen dritten Bereich hinzufügte, der grundsätzlich über dem Friedens- und Kriegsrecht steht und von beiden letzteren nur teilweise beeinflusst wird.
Lange nach dem Tod von Ompteda wurde sein Hauptwerk 1817 von Karl Albert von Kamptz um einen dritten Band ergänzt. Andere Werke von Ompteda erschienen anonym, da Georg III. als sehr konservativ und schwierig galt; sie befassten sich mit der Reichsgerichtsbarkeit, die aber unter Napoleon I. geändert wurde.

## Schriften
- Litteratur des gesammten sowohl natürlichen als positiven Völkerrechts. 2 Teile. Montags Erben, Regensburg 1785 (dem kursächsischen Comtialgesandten Carl Anton Friedrich Graf von Hohenthal gewidmet; Digitalisat Tl. 1; Digitalisat Tl. 2).
  - dazu: Teil 3: Karl Albert von Kamptz: Neue Literatur des Völkerrechts seit dem Jahre 1784; als Ergänzung und Fortsetzung des Werks des Gesandten von Ompteda. Duncker und Humblot, Berlin 1817, (Digitalisat).
- (anonym): Beleuchtung der unpartheyischen Gedanken über die Einführung des Simultaneums in den Osnabrückischen Orten Fürstenau und Schledehausen und die dagegen von der Stadt Fürstenau geführten Beschwerden. Montags Erben, Regensburg 1788, (online).
- (anonym): Betrachtungen über die Materie der Senate des Kaiserlichen und Reichs-Cammer-Gerichts. Stück 1. Montags Erben, Regensburg 1788, (online).
- Geschichte der vormaligen ordentlichen Cammergerichts-Visitationen und der zweyhundertjährigen fruchtlosen Bemühungen zu deren Wiederherstellung. Zeitler, Regensburg 1792, (online).

Seine Gattin, eine Freiin von der Horst, verfasste auf den Tod des gefeierten Begründers und Kurators der Göttinger Hochschule, des Premierministers Gerlach Adolph von Münchhausen 1770 ein französisches Gedicht.